# 策仁格·达瓦道尔吉
策仁格·达瓦道尔吉（英語：Tserengiin Davaadorj，？—）蒙古族，籍贯不详，蒙古国政治人物。

## 生平
2007年4月，达瓦道尔吉被任命为蒙古国工业和贸易部部长，以接替巴扎尔萨德·扎尔嘎勒赛汗。